# Балка Крутенька

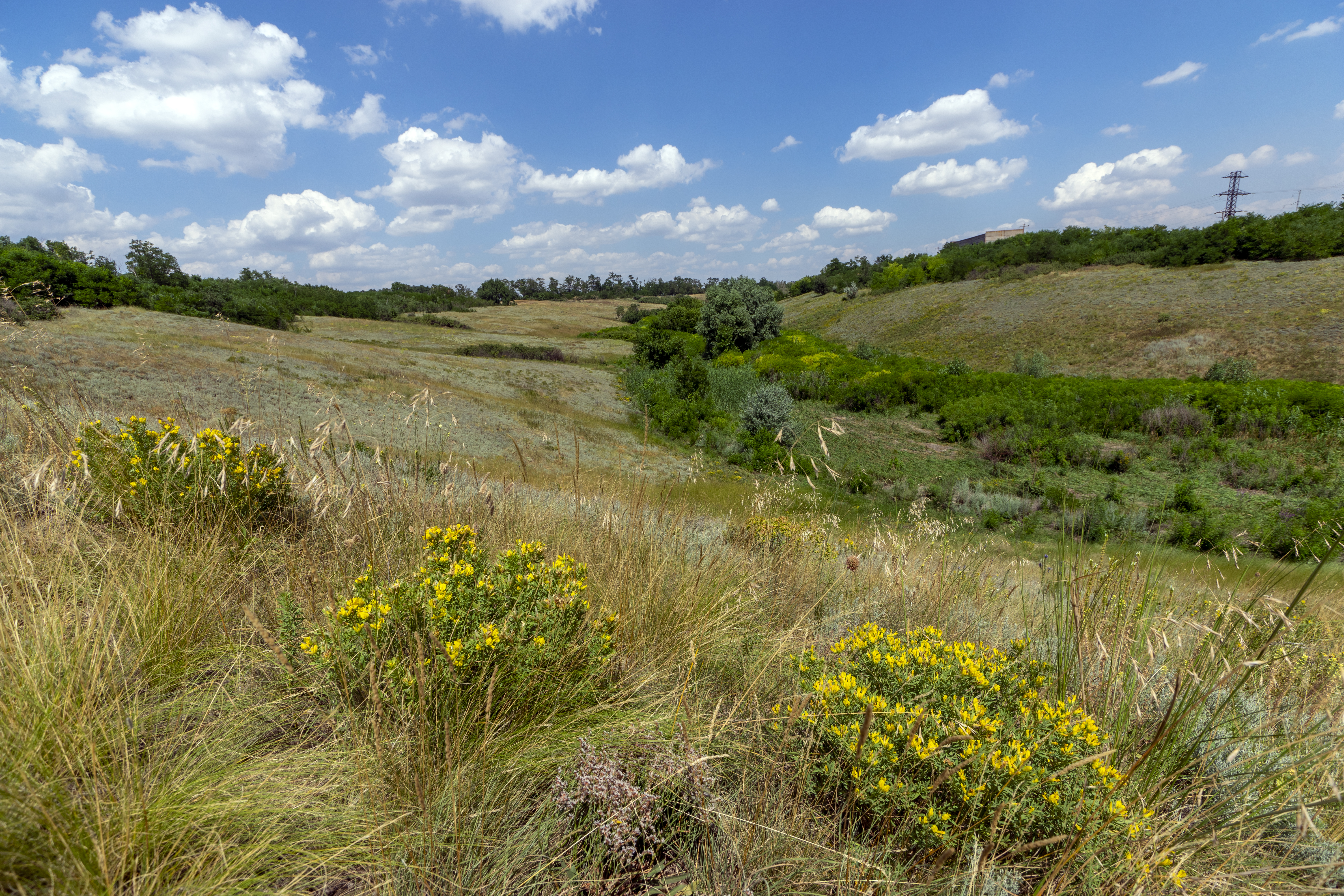

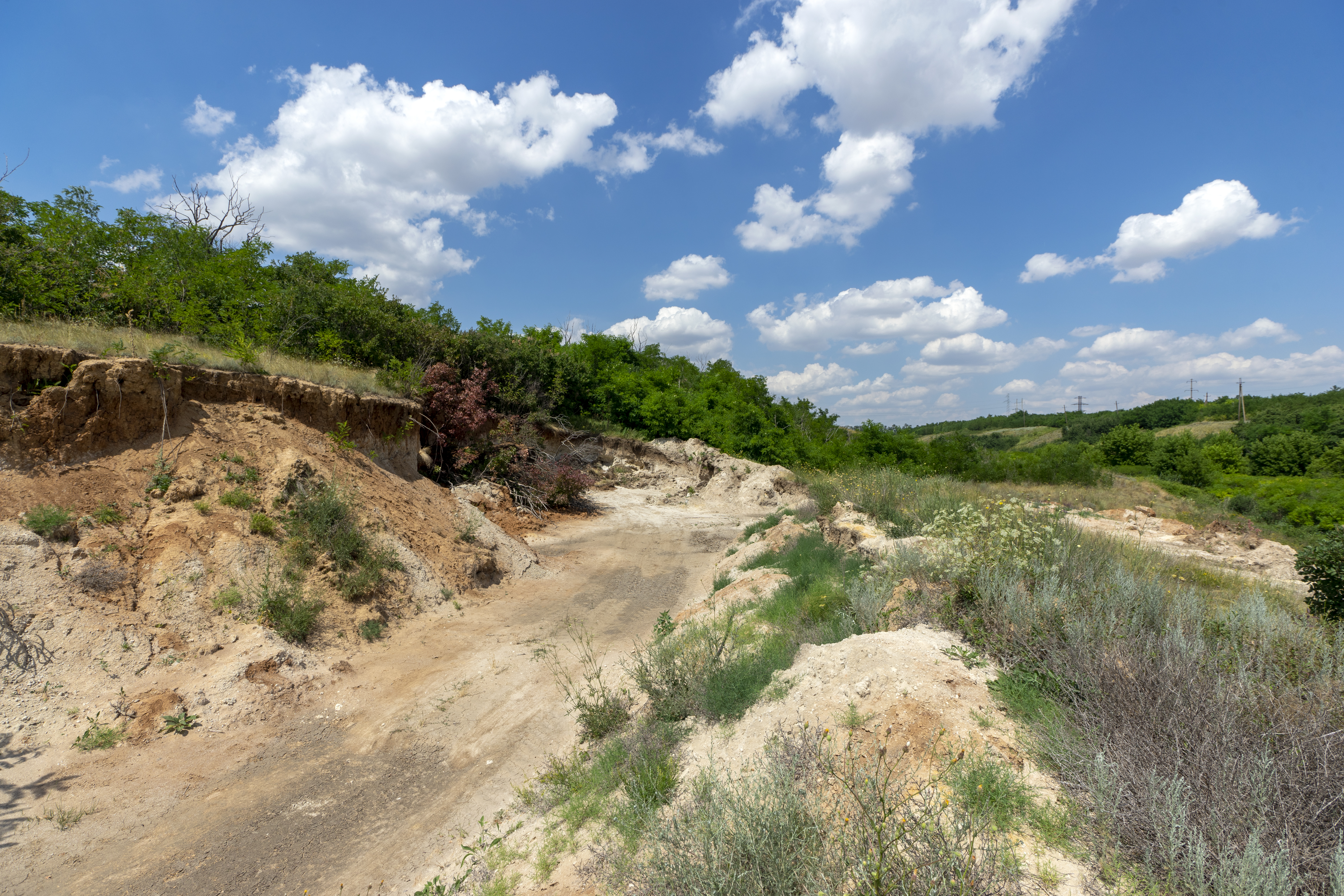
Незаконний кар'єр піску у балці

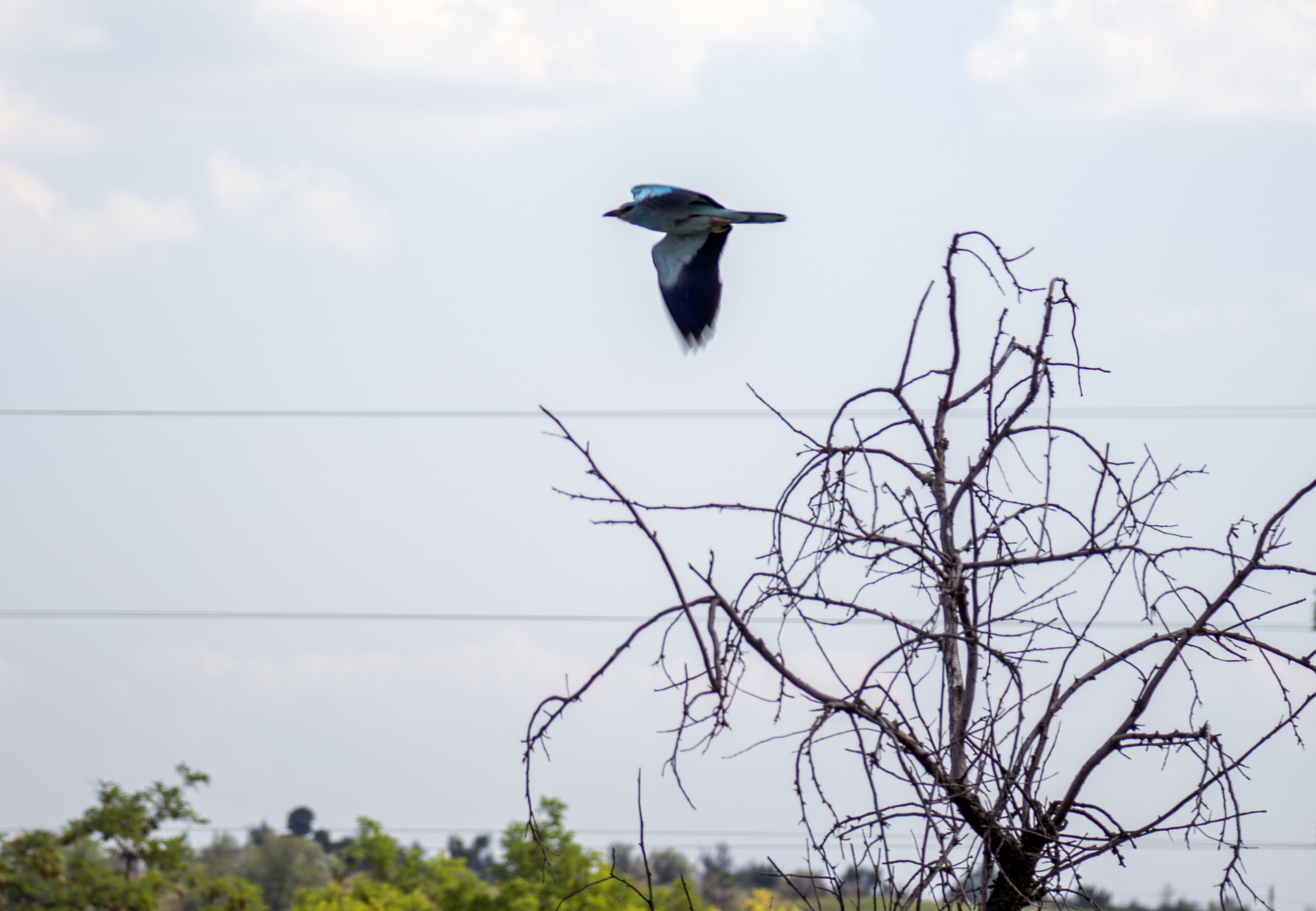
Сиворакша у балці Крутенька

Ба́лка Круте́нька — заповідне урочище в Україні. Розташоване за 2,5 км на схід від селища Зоря Томаківського району Дніпропетровської області. 
Площа 32,5 га. Статус присвоєно 1982 року. Перебуває у віданні: Томаківська райдержадміністрація. 
Статус присвоєно для збереження типової балки як місця зростання степових видів рослин, у тому числі рідкісних.